# Вангелау
Вангелау (нем. Wangelau) — община в Германии, в земле Шлезвиг-Гольштейн. 
Входит в состав района Герцогство Лауэнбург. Подчиняется управлению Лютау.  Население составляет 207 человек (на 31 декабря 2010 года). Занимает площадь 6,52 км².